# Брукс Кепка
Брукс Кепка (англ. Brooks Koepka) — американський гольфіст, дворазовий переможець Відкритого чемпіонату  США, дворазовий переможець Чемпіонату PGA.
Кепка грав у гольф, навчаючись у Флоридському університеті, і 2012 року відібрався на Відкритий чемпіонат США ще любителем. Кар'єру професійного гольфіста він розпочав в Європі, але з 2015 повернувся в США. 2017 року він виграв свій перший мейджор — US Open. Наступного року він зумів повторити це досягнення.  У серпні 2018 року Кепка виграв свій третій мейджор — Чемпіонат PGA, а в травні 2019 року успішно захистив титул. 
У жовтні 2018 року Кепка очолив світовий рейтинг гольфістів, він утримував це звання упродовж 8 тижнів, а після перемоги на Чемпіонаті PGA 2019 знову повернувся на найвищий щабель рейтингу.

## Виноски
1. ↑  Florida State Seminoles profile. Архів оригіналу за 23 травня 2012. Процитовано 4 жовтня 2012.
2. ↑  Brooks Koepka has golf's top ranking with win in South Korea. Associated Press. 21 жовтня 2018. Архів оригіналу за 21 березня 2021. Процитовано 31 жовтня 2018.